# Partido Carlista de Euskal Herria (1974)
El Partido Carlista de Euskal Herria o Euskal Herriko Karlista Alderdia (EKA) en euskera, creado en 1974 como Partido Carlista de Euskadi —nombre con el que fue conocido como federación del Partido Carlista durante la Transición española—, es un partido político soberano con estatutos propios e inscrito en el registro de Partidos Políticos del Ministerio del Interior de España desde el año 2000. 
Se define a sí mismo como una federación del Partido Carlista de cada uno de los cuatro territorios históricos vasco-navarros: Álava, Guipúzcoa, Vizcaya y Navarra. En el ámbito estatal se encuentra confederado junto con otros partidos similares en el Partido Carlista federal de España, uno de los partidos que afirman ser herederos del movimiento carlista histórico.
Su principal acto político es la histórica concentración carlista de Montejurra que se celebra todos los años, a principios del mes de mayo, en la emblemática montaña navarra.
Su actual Secretario General es José María Porro Sáinz, exmilitante de los Grupos de Acción Carlista (GAC), agrupación que colaboraba con ETA, y preso durante el franquismo, que fue elegido por primera vez para el cargo en la Asamblea nacional de octubre de 2008.

## Línea ideológica

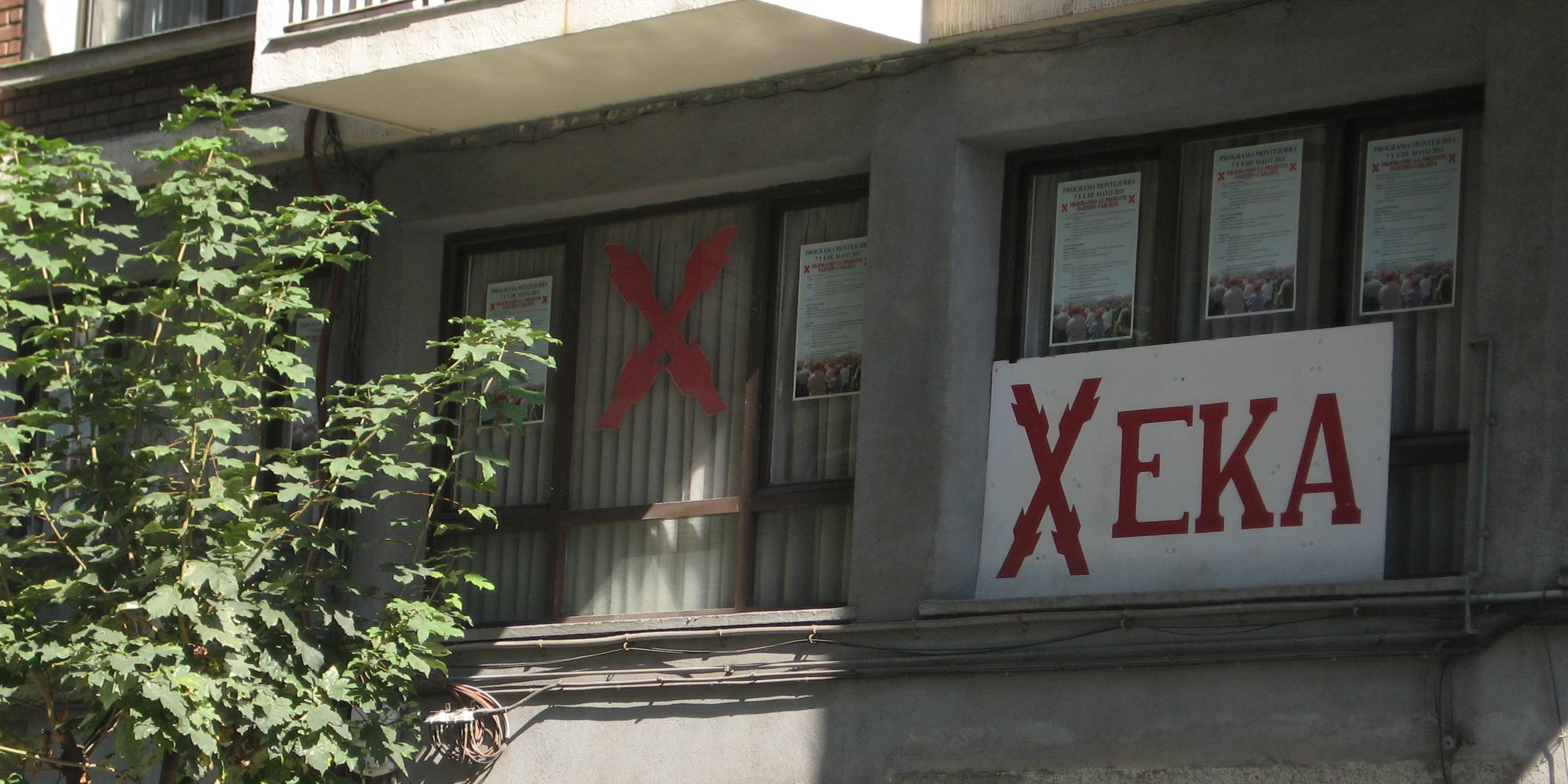
Sede de EKA en el barrio de Santuchu (Bilbao).

Su lema es «Euskal Herria geure Sorterria da, Foruak geure Legea, Gernikako Arbola geure Ereserkia ta Jurramendi geure Mendia» (Euskal Herria es nuestra tierra, los Fueros son nuestras leyes, el Gernikako Arbola es nuestro himno y Montejurra es nuestra montaña).
Considera que las políticas neoliberales y «neocentralistas» del bipartidismo entre PP y PSOE son consustanciales al «régimen de 1978». Como alternativa defiende una «ruptura democrática» a través de la apertura de un proceso constituyente desde la movilización social y la diversidad nacional. Sus principales aspiraciones son la sustitución del actual modelo socioeconómico por un socialismo democrático, pluralista y autogestionario; y la soberanía particular de los cuatro territorios forales dentro de una «Federación Vasca», integrada a su vez en una «Confederación Hispánica». Así, EKA propugna la «unión de las cuatro provincias (...) en un esquema de reintegración foral y descentralización interna que recuerda las propuestas de los años 30». Con estos fines reclama el ejercicio del derecho de autodeterminación como herramienta política.

## Trayectoria histórica
Fue una de las organizaciones convocantes del Aberri Eguna de 1976 en colaboración con los diversos partidos y organizaciones de la izquierda abertzale (ETA m y pm, EHAS, LAIA y LAB) y de la izquierda revolucionaria española (MC, LCR y ORT). En febrero de 1977 participó en la creación de Euskal Erakunde Herritarra.
Inicialmente su Frente Obrero estaba vinculado a Comisiones Obreras (CCOO), pero ante la hegemonía política del PCE en ellas, acabó optando por la Unión Sindical Obrera (USO), con la cual compartía aspiraciones comunes respecto al socialismo autogestionario como proyecto de sociedad.
En abril de 1977 unos 150 militantes de EKA ocuparon la Diputación de Navarra como protesta por el incumplimiento de los derechos humanos por parte del Gobierno español de Adolfo Suárez. También en 1977, al ser bloqueada la legalización del partido por el Gobierno, con motivo de las elecciones constituyentes la agrupación navarra de EKA promovió la candidatura de la Agrupación Electoral Montejurra con el siguiente programa:

Proponemos la libre federación de las nacionalidades y pueblos del Estado español, con amplias facultades de autogobierno a todos los niveles, como opción del derecho de autodeterminación. Para ello, queremos la reintegración foral, la devolución de nuestra capacidad de de decidir libremente el futuro. El autogobierno requiere unidad y libertad pactada en un Estatuto de Autonomía que aúne los esfuerzos de Navarra, Guipúzcoa, Vizcaya y Álava como confederación de Euskal Herria (...) Creemos en Navarra como comunidad de hombres libres. La recuperación de nuestros Fueros, que es imprescindible, será más factible aunando esfuerzos con el resto de las regiones del País Vasco. Pero la derecha navarra, los caciques que han convertido los Fueros en instrumento de sus negocios y privilegios, no quieren ni los Fueros, ni una Navarra en Euskadi. Son los mismos servidores fieles de la dictadura y del centralismo los que tratan de hacerse pasar hoy por baluarte de nuestros derechos. Defendemos la autonomía de Navarra dentro de Euskal Herria, al igual que la de los Concejos, Municipios, Valles o Cendeas en las Merindades, y las de estas respecto a la Diputación.

Después de un debate interno especialmente duro, el Partido Carlista pidió el Sí en el referéndum de la Constitución española de 1978, pues su dirección entendía que era prioritario el establecimiento de un marco jurídico que garantizase unas libertades básicas. Sin embargo una amplia parte de su militancia manifestó su disconformidad, desvinculándose incluso del proyecto.
En diciembre de 1978 entró a formar parte, junto con el PCE, de la comisión redactora del Estatuto de Autonomía vasco, en representación de los grupos extraparlamentarios. Entre los años 1986 y 1987 estuvo integrado en la coalición Izquierda Unida.
Durante la década de 1990 y hasta el año 2002 su Secretario General fue el abogado navarro José Ángel Pérez-Nievas. Entre los años 1996 y 2008 el órgano oficial de expresión del partido fue el boletín Montejurra. En 1996 EKA publicó un manifiesto por la paz, en el que exponía su visión sobre la situación política de la sociedad vasca. El partido rechazó en diferentes ocasiones tanto las acciones de ETA como la ilegalización de organizaciones independentistas en el País Vasco y Navarra. En 1998 fue una de las organizaciones firmantes del Pacto de Estella.
Entre los años 2002 y 2008 Begoña Aguirre fue la Secretaria General del partido.
Con motivo de las elecciones de 2008 sus candidaturas fueron investigadas por las Fuerza de seguridad del Estado.
En la Asamblea nacional de octubre de 2008 fueron designados como Secretario General, José María Porro Sáinz (sindicalista de USO y exmilitante de los Grupos de Acción Carlista), y como Secretario de Organización, Feliciano Vélez (que con motivo de las elecciones municipales de 2007 había encabezado la candidatura de la Agrupación Electoral Puentesina en Puente la Reina logrando su elección como alcalde de este municipio navarro).
En 2010 se abrió el Museo del Carlismo en Estella (Navarra), la mayor parte de cuyos fondos fueron cedidos por el Partido Carlista, que en diferentes ocasiones ha expresado su decepción.

## Procesos electorales y presencia institucional
Hasta 1987 EKA contó con unos 10 concejales en los ayuntamientos de varias localidades urbanas de tamaño medio como Tolosa (Guipúzcoa) o Sangüesa (Navarra).
En las localidades rurales de menor tamaño siempre ha impulsado o respaldado diversas plataformas vecinales como la Agrupación Electoral Puentesina, en el caso de Puente la Reina (Navarra). En este tipo de candidaturas en 2003 resultaron elegidos como concejales los siguientes carlistas navarros: Gerardo Montoya (Noáin), Feliciano Vélez y Aurelio Laita (Puente la Reina/Gares), J. Joaquín Urra (Artajona), Federico Salcedo (Andosilla), Cruz Barandalla y Roberto Beruete (Cirauqui), y Carlos García (Tabar).[cita requerida]
En las primeras elecciones al Parlamento de Navarra, en 1979, con 12.165 votos (4,79%) logró un escaño que fue ocupado por Mariano Zufia. En las elecciones de 1983 bajaría hasta los 6.733 votos (2,55%), perdiendo el escaño, que ya no recuperaría. En las elecciones de 1991 obtendría 1.353 votos (0,50%). En las elecciones de 1995 bajaría a 843 votos (0,29%). En las elecciones de 1999 subiría ligeramente a 869 votos (0,29%). En las elecciones de 2003 ascendería nuevamente hasta los 1.017 votos (0,34%). En las elecciones de 2007, las últimas en las que presentó candidatura, retrocedería a 541 votos (0,17%).[cita requerida]